# Albuca aurea
Albuca aurea är en sparrisväxtart som beskrevs av Nikolaus Joseph von Jacquin. Albuca aurea ingår i släktet Albuca och familjen sparrisväxter. Inga underarter finns listade i Catalogue of Life.